# ブダペスト - セーケシュフェヘールヴァール線
ブダペスト - セーケシュフェヘールヴァール線（ハンガリー語;Budapest–Székesfehérvár-vasútvonal）とは、ハンガリー国鉄が所有する鉄道線である。路線番号は30。ブダペストとフェイェール・ヴェスプレーム・ザラの各県、スロベニア、およびバラトン湖周辺を結ぶ路線である。また、特急列車がブダペスト南駅発着となるのも特徴である。1861年に帝国特認南部鉄道（k.k. previlegierte Südbahngesellschaft）がこの路線およびセーケシュフェヘールヴァール - カニサ区間を開通した。

## 運行形態[2]

### 特急「インターシティ」(IC)
- バラトン号：　ブダペスト南駅 - セーケシュフェヘールヴァール - ケストヘイ
- トーパルト号：　ブダペスト南駅 - セーケシュフェヘールヴァール - ナジカニジャ
- アグラム・トーパルト号：　ブダペスト南駅 - セーケシュフェヘールヴァール - ザグレブ
- アドリア号：　ブダペスト東駅 - ケレンフェルド - ジェーケーニェシュ - スプリト　【夏季の週3日のみ運行】
1時間に1本の運行。セーケシュフェヘールヴァール以南については30号線全体の項目を参照。
過去の運行形態
2017年以前は、一日1往復を除き、特急(O)として運行していた他、夏季のみエクスプレス(Ex)の種別で運行していた。また夏季以外の本数も少なく、2時間に1本の運行であった。
2018年度は、アドリア号が普通列車として運行していた。
2019年度は、アドリア号が特別快速(Ex)として運行する様になった。
2019年末に、通年1時間に1本の運行となり、夏季を除き特急(IC)に格上げされた。
2021年度より、夏季も含め、全て特急(IC)の種別で運行する様になった。

- ケーク・フッラーム号：　ブダペスト南駅 - セーケシュフェヘールヴァール - バラトンフュレド/タポルツァ　【夏季運行】
夏季限定で、2時間に1本の運行。セーケシュフェヘールヴァール以南は29号線に直通する。
過去の運行形態
2017年以前は、区間特急(S)として運行していた。朝の北行1本のみ、特急(O)「テケルゲー」号として運行していた。
2018,19年は、テケルゲー号が中距離普通(O)として運行していた。
2020年は、テケルゲー号が特急(O)として運行していた。
2021年に、全て特急(IC)に格上げとなった他、テケルゲー号が「レヴェンドゥラ」号に改称した。
2024年度より、レヴェンドゥラ号がケーク・フッラーム号に統合された。

- ゲチェイ号：　ブダペスト南駅 - セーケシュフェヘールヴァール - ザラエゲルセグ
- ツィタデッラ号：　ブダペスト南駅 - セーケシュフェヘールヴァール - リュブリャナ
- バコニ号：　ブダペスト南駅 - セーケシュフェヘールヴァール - ソンバトヘイ
1時間に1本の運行。セーケシュフェヘールヴァール以南は20号線に直通する。
2019年以前は、一日1往復を除き、特急(O)として運行していた。また本数も少なく、2時間に1本の運行であった。

- 過去の運行系統
  - 2017年以前は、夏季限定で、ブダペスト東駅 - セーケシュフェヘールヴァール - ザグレブ/リイェカ間にも一日1往復運行していた。現在は通常の特急として運行している。

### 区間特急(S)
- ブダペスト南駅 - セーケシュフェヘールヴァール - タポルツァ
2時間に1本の運行。セーケシュフェヘールヴァール以南は29号線に直通する。
2020年春以前は、春季・夏季限定の一日1往復の運行であった。当時は、特急(O)が優等列車として通年運行していた。

- ヴィーズポーク号：　ブダペスト南駅 - セーケシュフェヘールヴァール - バラトンフュレド　【夏季運行】
夏季限定で、2時間に1本の運行。セーケシュフェヘールヴァール以東は30号線に直通する。
2021年度より、快速(IR)の種別で運行を開始した。2024年度より、種別が区間特急(S)となった。

- ブダペスト南駅 ← ケストヘイ
ブダペスト行のみ、一日1本の運行。カーポルナーシュニェーク、エールド下駅にも停車する。バラトンセントジェルジ以西は26号線から直通する。
2022年度以前は、ガールドニに停車し、カーポルナーシュニェークとエールド下駅を通過していた。

- テケルゲー号：　バラトンフュレド → セーケシュフェヘールヴァール → ケレンフェルド　【夏季の日曜運行】
夏季の日曜のみ、一日片道1本の運行。ガールドニ、ヴェレンツェ、エールド上駅、ブダテーテーニ、ブダフォクにも停車する。セーケシュフェヘールヴァール以南は29号線に直通する。
2023年度に、特別快速(Ex)の種別で運行を開始した。当初は、ガールドニ、エールド、ブダテーテーニ、ブダフォクを通過していたが、2024年度より区間特急(S)に種別変更となり、これらの駅も停車となった。

### 快速(Ex)
夏季限定の運行。原則、ケレンフェルド - セーケシュフェヘールヴァール間ノンストップである。セーケシュフェヘールヴァール以南については30号線全体の項目を参照。
- パノラーマ号：　ニーレジハーザ - シオーフォク　【夏季の休日運行】　　※ヴェレンツェ停車、セーケシュフェヘールヴァール通過。西行に限りケレンフェルド通過
- アラニヒード号：　セゲド - ケレンフェルド - ケストヘイ　【夏季運行】
- アラニパルト号：　ザーホニ - セーケシュフェヘールヴァール - バラトンセントジェルジ - ケストヘイ　【夏季運行】　※ヴェレンツェ停車
夏季のみ、平日一日2往復、休日一日3往復の運行。ケレンフェルド - セーケシュフェゲールヴァール間ノンストップが基本だが、一部停車駅が異なる。ケレンフェルド以北は1号線、150号線経由で100号線に直通する。
過去の運行形態
2019年以前は、アラニヒード号とアラニパルト号のみ、一日2往復の運行であった。全列車、フェレンツヴァーロシュ通過、ケレンフェルド停車であった。
2020年に、ナプフュルデー号が特急(O)の種別で設定され、休日1往復のみ運行を開始したが、当時はフェレンツヴァーロシュ通過であった一方、ヴェレンツェ、ガールドニ、セーケシュフェヘールヴァールにも停車していた。
2021年に、ナプフュルデー号が特別快速(Ex)に種別統合され、従来と合わせて一日あたり平日2往復、休日3往復の運行となった。ここでフェレンツヴァーロシュ停車やケレンフェルド通過の列車が設定された他、ナプフュルデー号はケレンフェルド - バラトナリガ間ノンストップとなった。
2022年に、アラニヒード号がフェレンツヴァーロシュ通過、ケレンフェルド停車となった。ナプフュルデー号の停車駅に、エールド下駅、ヴェレンツェ - アガールド間の各駅、セーケシュフェヘールヴァール駅が追加された。また、パノラーマ号とエシュティ・チョーク号が運行を開始した。当初、パノラーマ号はソルノク - セーケシュフェヘールヴァール間ノンストップであった。
2023年に、パノラーマ号がケーバーニャとヴェレンツェ停車、セーケシュフェヘールヴァール通過となった。東行に限りケレンフェルド停車となった。アラニパルト号もヴェレンツェ停車となった。

- サボルチ・テケルゲー号：　ザーホニ - ケーバーニャ・キシュペシュト - セーケシュフェヘールヴァール - ザーンカ　【夏季運行】　　※ヴェレンツェ停車
夏季のみ、一日1往復の運行。ケレンフェルド - セーケシュフェゲールヴァール間でヴェレンツェのみ停車する。ケレンフェルド以北は1号線、150号線経由で100号線に、セーケシュフェヘールヴァール以南は29号線に直通する。
過去の運行形態
2017年以前は、特急(O)として、ブダペスト南駅 - タポルツァ間に春季・夏季のみ一日1往復の運行であった（ただし金曜の西行、日曜の東行は本数が多い）。愛称名は「テケルゲー」であった。
2018,19年は、ザーホニ発着の1往復が特急(O)として、他のブダペスト発着列車一日1往復（金曜の西行、日曜の東行は本数が多く、最大で片道5本）が中距離普通(O)として運行していた。ヴェレンツェに停車する便が多い他、ヴェレンツェ/ガールドニとも通過する列車もあった。
2020年に、ブダペスト南駅発着のテケルゲー号が特急(O)に格上げされ、ケーバーニャ・キシュペシュト発着に変更された。
2021年に、快速列車の設定に伴いテケルゲー号が減便された。この時に、ニーレジハーザ方面直通のテケルゲー号が特別快速(Ex)に種別統合され、一日1往復となった。
2023年に、「サボルチ・テケルゲー」に愛称名が変更された。

- チャバイ・テケルゲー号：　ベーケーシュチャバ - ケーバーニャ・キシュペシュト - セーケシュフェヘールヴァール - ザーンカ　【夏季の休日運行】　　※ヴェレンツェ停車
夏季の休日のみ、一日1往復の運行。ケレンフェルド - セーケシュフェゲールヴァール間でヴェレンツェのみ停車する。ケレンフェルド以北は1号線、150号線経由で100号線に、セーケシュフェヘールヴァール以南は29号線に直通する。
過去の運行形態
2021年に新設。愛称名は単に「テケルゲー」であった。
2023年に、区間特急(S)に種別変更され、愛称名も「チャバイ・テケルゲー」となった。
2024年度より、再びエクスプレス(Ex)の種別となった。

- エズュシュトパルト号：　ミシュコルツ - ケレンフェルド - バラトンセントジェルジ　【夏季運行】
夏季のみ、一日1往復の運行。ケレンフェルド以北は1号線経由で80号線に直通する。
2019年に限り、1号線、150号線経由で100号線に直通していた[3]。

- イェーグマダール号：　(ソブ - ) ブダペスト東駅 - ケレンフェルド - セーケシュフェヘールヴァール - フォニョード/バラトンセントジェルジ　　【夏季運行】　　※ヴェレンツェ停車
夏季のみ、一日1往復の運行。午前にシオーフォク行が、午後にブダペスト行が運行される。セーケシュフェヘールヴァール以南については30号線全体の項目を参照。休日は70号線に直通し、ソブ発着となる。
過去の運行形態
2019年以前は、区間特急(S)の種別で、シオーフォキ・フリルト号を名乗っていて、またブダペスト南駅発着であった。夏季の休日限定で、一日3往復運行していた。ヴェレンツェ、セーケシュフェヘールヴァールを通過していた。
2020年に、イェーグマダール号に改称し、ブダペスト東駅発着となった。
2021年に、特別快速(Ex)に種別変更となった他、平日・休日とも一日1往復に変更され、休日のみソブまで直通する様になった。停車駅にセーケシュフェヘールヴァールが追加された。
2022年に、ヴェレンツェが停車駅に追加された。

- ナプフュルデー号：　バラトンセメシュ → ブダペスト南駅　【夏季の日曜運行】
夏季の日曜日限定で、一日1本運行。シオーフォクからケレンフェルドまでノンストップ。
過去の運行形態
2020年に、特急(Gy)の種別でソルノク - ケレンフェルド - フォニョード間に設定され、休日1往復のみ運行を開始したが、当時はケレンフェルド、ヴェレンツェ、ガールドニ、セーケシュフェヘールヴァールに停車していた。
2021年に、特別快速(Ex)に種別統合された。この時に、ナプフュルデー号はケレンフェルド - バラトナリガ間ノンストップとなった。
2022年に、エールド下駅、ヴェレンツェ - アガールド間の各駅、セーケシュフェヘールヴァール駅が停車駅に追加された。
2023年に、インターレーギオー(IR)に種別変更となった。ナプフュルデー号は、シオーフォク - ケレンフェルド間ノンストップとなった他、西行は運行せず、東行はケーバーニャ止まりとなりソルノクへの直通は取りやめられた。
2024年度より、種別が特別快速(Ex)に変更され、終着駅がブダペスト南駅に変更された。

### 快速(IR)
- カティツァ号：　ブダペスト南駅 - セーケシュフェヘールヴァール - バラトンフュレド/タポルツァ　【夏季運行】
夏季限定で、2時間に1本の運行。セーケシュフェヘールヴァール以東は30号線に直通する。ケレンフェルド - セーケシュフェヘールヴァール間ノンストップ。
過去の運行形態
2019年以前は、区間特急(S)として運行していた。
2020年に、休日の東行片道1本のみ「フェチケ」号が設定され、この列車はケーバーニャ・キシュペシュト終着であった。
2021年に、快速(IR)に種別変更となった他、愛称名が「カティツァ」に統一され、全てブダペスト南駅発着となった。

- ヴィトルラーシュ号：　ソルノク - ケレンフェルド - フォニョード　【夏季の休日運行】
夏季の休日のみ、一日1往復の運行。ケレンフェルド以北は1号線経由で120号線に直通する。フェレンツヴァーロシュ、ケレンフェルド、ヴェレンツェ、セーケシュフェヘールヴァールにのみ停車する。
2022年に運行を開始した。当時はエクスプレス(Ex)の種別であったが、2023年よりインターレーギオー(IR)に種別変更となった。

- エシュティ・チョーク号：　フォニョード → ケーバーニャ・キシュペシュト　　【夏季の日曜運行】
夏季の日曜日限定で、一日1本運行。サバディショーシュトーからケレンフェルドまでノンストップ。
2022年度に運行を開始した。2022年度に限り、特急(Ex)の種別で運行していた。

- デーリ・パルティ号：　ブダペスト南駅 - セーケシュフェヘールヴァール - バラトンセントジェルジ/ナジカニジャ　【夏季運行】
夏季限定で、2時間に1本の運行。セーケシュフェヘールヴァール以東は、エールド下とケレンフェルドにのみ停車する。セーケシュフェヘールヴァール以南については30号線全体の項目を参照。
2022年以前は、区間特急(S)の種別で運行していた。

- シオーフォク → ブダペスト南駅
ブダペスト行のみ、一日1本の運行。バラトン湖畔区間で通過運転を行い、セーケシュフェヘールヴァール以東では各駅停車となる。春・秋の休日には、ブダペスト - フォニョード間に1往復増発され、この列車はセーケシュフェヘールヴァール以西でケレンフェルド、エールド下駅にのみ停車する。
2022年度以前は区間特急(S)として運行していた。2020年以前は、深夜の各駅停車の列車が、普通(S35)として運行していた。

### 中距離普通(Sz)
下記系統が運行する。
- ブダペスト南駅 - セーケシュフェヘールヴァール - ヴェスプレーム/ツェルデメルク
朝・夕方中心に、一日4往復の運行。セーケシュフェヘールヴァール以南は20号線に直通する。朝は東行4本（休日1本）の運行で、ケレンフェルド - フェヘールヴァール間の1-3駅に停車する。夕方は西行4本（休日1本）の運行で、うち平日・休日の1本はヴェレンツェを通過する。
過去の運行形態
2022年度以前は、朝の休日の本数が一日2本であった。また、夕方・夜の西行は、一日5本（休日1本）の運行で、うちヴェレンツェ停車は2本のみであった。
2023年度より、朝の休日の本数が一日1本に削減となった。
2024年4月改正で、夕方・夜の西行が一日4本に削減となった。6月より、西行のヴェレンツェ停車が一日4本に増加となった。

- ブダペスト南駅 - セーケシュフェヘールヴァール - ヴェスプレーム
深夜の東行のみ、一日1本の運行。セーケシュフェヘールヴァール以南は20号線に直通する。途中、ケレンフェルド、テーテーニリゲトからバラチュカまでの各駅、カーポルナーシュニェーク、ヴェレンツェに停車する。
2024年6月の改正以前は、ケレンフェルド、エールド下駅、ヴェレンツェにのみ停車していた。

- バラトンフュレド → セーケシュフェヘールヴァール → → ブダペスト南駅
朝に、一日片道1本のみ運行。セーケシュフェヘールヴァール以西は29号線から直通する。ヴェレンツェにも停車。
2022年9月に運行を開始した。2023年度以前は、平日に限りケレンフェルド止まりであった。

- シオーフォク → セーケシュフェヘールヴァール → ブダペスト南駅
一日片道1本の運行。途中、セーケシュフェヘールヴァール、マルトンヴァーシャール、タールノク、エールド下、ケレンフェルドにのみ停車する。セーケシュフェヘールヴァール以南については30号線全体の項目を参照。
2021年12月に運行を開始した。

- ブダペスト南駅 - セーケシュフェヘールヴァール - ケストヘイ　【夏季運行】
夏季のみ、一日2往復の運行。セーケシュフェヘールヴァール以南は29号線に直通する。西行は、エールド下駅に停車し、ヴェレンツェを通過する。東行は1本がヴェレンツェ通過で、残り1本はアガールド - ヴェレンツェ間の各駅とエールド下駅、ブダフォクにも停車する。
過去の運行形態
2020年度以前は、S34の系統番号で、週3往復の運行であった。各駅停車であった。
2021年度より、一日1往復（週3日に限り2往復）に増発された。東行は週3日の1本に限り、マルトンヴァーシャール、タールノク、エールド下駅、ケレンフェルトにのみ停車となった。
2022年度より、一日2往復の運行となった。停車駅が大幅に変更となり、西行は各駅停車、東行はアガールド - ヴェレンツェ間の各駅とエールド下駅、ブダフォク、ケレンフェルド停車となった。
2023年度より、東行のうち1本がセーケシュフェヘールヴァール - ケレンフェルド間ノンストップとなった。
2024年度より、中距離普通となった。西行が、エールドとケレンフェルド以外通過となった。

### 特別快速(Z30)
ブダペスト南駅 - マルトンヴァーシャール - セーケシュフェヘールヴァール間に運行する。平日は、マルトンヴァーシャールまで30分間隔、セーケシュフェヘールヴァールまで1時間に1本の運行。休日は全線で1時間に1本の運行。マルトンヴァーシャール止まりの便は、マルトンヴァーシャールで快速に接続する。
2023年8月以前は、テーテーニリゲト停車の列車もあったが、2023年8月28日にG40系統に置き換えられた。

### 快速(G)
下記2つの系統に分かれる。
- G40系統：　ドンボーヴァール → エールド下駅 → ブダペスト南駅　【平日運行】
平日限定で、一日3本のみの運行。エールド下駅以北は40号線に直通する。テーテーニリゲトに停車し、ブダフォクを通過する。
2023年8月28日に運行を開始した。

- G43系統：　ケーバーニャ・キシュペシュト - ケレンフェルド - (40号線経由) - タールノク - セーケシュフェヘールヴァール
1時間に1本の運行。途中40号線を経由し、その間に並走する30号線特別快速に抜かれるダイヤとなっている。
2018年度は、夏季に限り全線30号線を走行していて、カシュテーイパルクにも停車していた。

- G44系統：　ブダペスト南駅 - (40号線経由) - タールノク - セーケシュフェヘールヴァール
深夜運行。西行は、一日あたり平日3本、休日5本運行する。東行は深夜にセーケシュフェヘールヴァール始発とタールノク始発が一日1本ずつ運行する。途中40号線を経由する。各駅に停車する。
過去の運行形態
2021年度以前は、タールノク → ブダペスト南駅間に一日片道1本のみ運行していた。
2022年4月に、中距離普通(Sz)として、休日の西行のみ一日2本の運行を開始した。
2023年8月28日に、東行の列車が、S30の系統番号で運行を開始した。
2024年4月より平日・休日とも西行一日3本が増発された。2024年6月より、40号線経由の普通列車が快速(G)に種別変更となり、G44の系統番号が与えられた。

- G30系統：　ブダペスト南駅 - セーケシュフェヘールヴァール
夏季の休日のみ、一日1往復の運行。ケレンフェルド - ヴェレンツェ間はエールド下駅を除き全て通過する一方、ヴェレンツェフュルデーにも停車する。
2017年以前は、一部季節の休日のみ一日2往復が運行していた。エールド下駅を通過していた。2018年度は運行していなかった。2019 - 2023年度は、北行がエールド下駅を通過していた。

### 普通
- S30系統：　ブダペスト南駅 - マルトンヴァーシャール ( ← セーケシュフェヘールヴァール )
早朝・深夜のみの運行で、西行は一日1本、東行は一日3本の運行。うち東行2本がセーケシュフェヘールヴァール始発となる。
過去の運行形態
2022年度以前は一日4.5往復の運行であった。
2023年度より一日4往復となったが、秋以降東行1本が40号線経由となった。
2024年4月より、西行3本が中距離普通（現在のG44系統）に置き換えられる形で減便となった。

- S30系統：　ブダペスト南駅 → セーケシュフェヘールヴァール → シオーフォク
一日片道1本の運行。セーケシュフェヘールヴァール以南については30号線全体の項目を参照。
過去の運行形態
2021年度以前は西行のみの一日2本の運行で、早朝便がS35系統、深夜便がS30系統（フェヘールヴァール止まり）であった。
2021年12月に深夜便がシオーフォク延長の上種別変更された。22年4月に早朝便が中距離普通(Sz)に種別変更された。
2023年度より、深夜便が休止となった。
2024年6月より、S30の系統番号が与えられた。

- ケーバーニャ・キシュペシュト - ケレンフェルド - タールノク - マルトンヴァーシャール (S36系統)
1時間に1本の運行。休日はタールノク止まりとなる。

### 過去の運行種別
- 特急(O)
  - ブダペスト南駅 - セーケシュフェヘールヴァール - タポルツァ
2021年春以前、一日2往復運行していた。セーケシュフェヘールヴァール以南は29号線に直通していた。途中、ケレンフェルドとセーケシュフェヘールヴァールにのみ停車。区間特急(S)の増発により休止。

## 駅一覧
以下では、ハンガリー国鉄30号線の駅と営業キロ、停車列車、接続路線などを一覧表で示す。

### ブダペスト南駅 - セーケシュフェヘールヴァール間
- 種別
  - IC：特急「インターシティ」
  - O(橙色)：特急
  - S：急行
  - O(緑色)：中距離普通
  - Z：特別快速
  - G：快速
  - Sz：普通
- 停車駅
  - ■印：全列車停車
  - ●印：一部通過
  - ○印：一部停車
  - ｜印：全列車通過

| 30 | ブダペスト南駅                 | -  | 0  | ■  | ■  | ■  | ■  | ■  | ■ | ■ | ブダペスト地下鉄2号線 | ブダペスト市   | ブダペスト市                   | ブダペスト市 | ブダペスト市 | ブダペスト市 | ブダペスト市 |
| 30 | ケレンフェルド駅               | 4  | 4  | ■  | ■  | ■  | ■  | ■  | ■ | ■ | フェレンツヴァーロシュ方面、ブダペスト地下鉄4号線（東駅方面）                                                                                                | ブダペスト市   | ブダペスト市                   | ブダペスト市 | ブダペスト市 | ブダペスト市 | ブダペスト市 |
| 30 | アルベルトファルヴァ駅         | 3  | 7  | ｜ | ｜ | ｜ | ｜ | ｜ | ■ | ■ | | ブダペスト市   | ブダペスト市                   | ブダペスト市 | ブダペスト市 | ブダペスト市 | ブダペスト市 |
| 30 | ブダフォク駅                   | 2  | 9  | ｜ | ｜ | ｜ | ｜ | ●  | ■ | ■ | 40号線（バロッシュテレプ方面） | ブダペスト市   | ブダペスト市                   | ブダペスト市 | ブダペスト市 | ブダペスト市 | ブダペスト市 |
| 30 | カシュテーイパルク駅           | 4  | 13 | ｜ | ｜ | ｜ | ｜ | ｜ | ■ | ■ | | ブダペスト市   | ブダペスト市                   | ブダペスト市 | ブダペスト市 | ブダペスト市 | ブダペスト市 |
| 30 | テーテーニリゲト駅             | 5  | 18 | ｜ | ｜ | ○  | ｜ | ●  | ■ | ■ | | ブダペスト市   | ブダペスト市                   | ブダペスト市 | ブダペスト市 | ブダペスト市 | ブダペスト市 |
| 30 | エールド下駅                   | 2  | 20 | ｜ | ○  | ○  | ■  | ■  | ■ | ■ | エールド上駅から 40号線（バロッシュテレプ方面、ドンボーヴァール方面）                                                                                        | ペシュト県     | エールド郡                     |              |              |              |              |
| 30 | タールノク駅                   | 4  | 24 | ｜ | ｜ | ○  | ■  | ■  | ■ | ■ | | ペシュト県     | エールド郡                     |              |              |              |              |
| 30 | マルトンヴァーシャール駅       | 9  | 33 | ｜ | ｜ | ○  | ■  | ■  | ■ | ■ | | フェイェール県 | マルトンヴァーシャール郡       |              |              |              |              |
| 30 | バラチカ駅                     | 3  | 36 | ｜ | ｜ | ○  | ■  | ■  | ■ | ■ | | フェイェール県 | マルトンヴァーシャール郡       |              |              |              |              |
| 30 | ペッテンド駅                   | 5  | 41 | ｜ | ｜ | ｜ | ■  | ○  | ■ | ● | | フェイェール県 | ガールドニ郡                   |              |              |              |              |
| 30 | カーポルナーシュニェーク駅     | 3  | 44 | ｜ | ○  | ○  | ■  | ■  | ■ | ■ | | フェイェール県 | ガールドニ郡                   |              |              |              |              |
| 30 | ヴェレンツェ駅                 | 3  | 47 | ｜ | ｜ | ●  | ■  | ■  | ■ | ■ | | フェイェール県 | ガールドニ郡                   |              |              |              |              |
| 30 | ヴェレンツェフュルデー駅       | 1  | 48 | ｜ | ｜ | ｜ | ■  | ○  | ■ | ■ | | フェイェール県 | ガールドニ郡                   |              |              |              |              |
| 30 | ガールドニ駅                   | 2  | 50 | ｜ | ｜ | ○  | ■  | ■  | ■ | ■ | | フェイェール県 | ガールドニ郡                   |              |              |              |              |
| 30 | アガールド駅                   | 2  | 52 | ｜ | ｜ | ｜ | ■  | ■  | ■ | ■ | | フェイェール県 | ガールドニ郡                   |              |              |              |              |
| 30 | ディンニェーシュ駅             | 4  | 56 | ｜ | ｜ | ｜ | ■  | ○  | ■ | ■ | | フェイェール県 | ガールドニ郡                   |              |              |              |              |
| 30 | セーケシュフェヘールヴァール駅 | 11 | 67 | ■  | ■  | ■  | ■  | ■  | ■ | ■ | ナジカニジャ方面 5号線（コマーロム方面）、20号線（ソンバトヘイ方面） 29号線（タポルツァ方面） 44号線（プスタサボルチ方面）、45号線（シャールボガールド方面） | フェイェール県 | セーケシュフェヘールヴァール郡 |              |              |              |              |

### ケーバーニャ・キシュペシュト - ケレンフェルド間
| 路線名 | 駅名                           | 駅間営業キロ | 累計営業キロ | G | Sz | 接続路線 | 所在地       | 所在地       |
| ------ | ------------------------------ | ------------ | ------------ | - | -- | --- | ------------ | ------------ |
| 30     | ケーバーニャ・キシュペシュト駅 | -            | 0            | ■ | ■  | 100号線（ブダペスト西駅方面、ニーレジハーザ方面） 142号線（ラヨシュミジェ方面）、ブダペスト地下鉄3号線（ウーイペシュト方面） | ブダペスト市 | ブダペスト市 |
| 30     | フェレンツヴァーロシュ駅       | 7            | 7            | ■ | ■  | 1号線（東駅方面）、150号線（クンセントミクロ－シュ方面）                                                                     | ブダペスト市 | ブダペスト市 |
| 30     | ケレンフェルド駅               | 6            | 13           | ■ | ■  | 南駅/セーケシュフェヘールヴァール方面 1号線（ミュンヘン方面）、ブダペスト地下鉄4号線（東駅方面）                             | ブダペスト市 | ブダペスト市 |